# ناحیه لووکست، شهرستان کریستین، ایلینوی
ناحیه لووکست، شهرستان کریستین، ایلینوی (به انگلیسی: Locust Township) یک منطقهٔ مسکونی در ایالات متحده آمریکا است که در شهرستان کریستین، ایلینوی واقع شده‌است. ناحیه لووکست ۱٬۸۲۵ نفر جمعیت دارد و ۱۸۹ متر بالاتر از سطح دریا واقع شده‌است.